# Napoleon steekt de Alpen over
Napoleon steekt de Alpen over, ook bekend als Napoleon bij de Sint-Bernardpas of Bonaparte die de Alpen oversteekt, vermeld als Le Premier Consul franchissant les Alpes au col du Grand Saint-Bernard, is een serie van vijf olieverf-op-canvas-ruiterportretten van Napoleon Bonaparte geschilderd door de Franse kunstenaar Jacques-Louis David tussen 1801 en 1805. Aanvankelijk was het een opdracht van de koning van Spanje. De compositie toont een sterk geïdealiseerde kijk op de echte oversteek die Napoleon en zijn leger in mei 1800 door de Grote Sint-Bernhardpas over de Alpen maakten.
Het is een van de meest gereproduceerde afbeeldingen van Napoleon. 

## Achtergrond

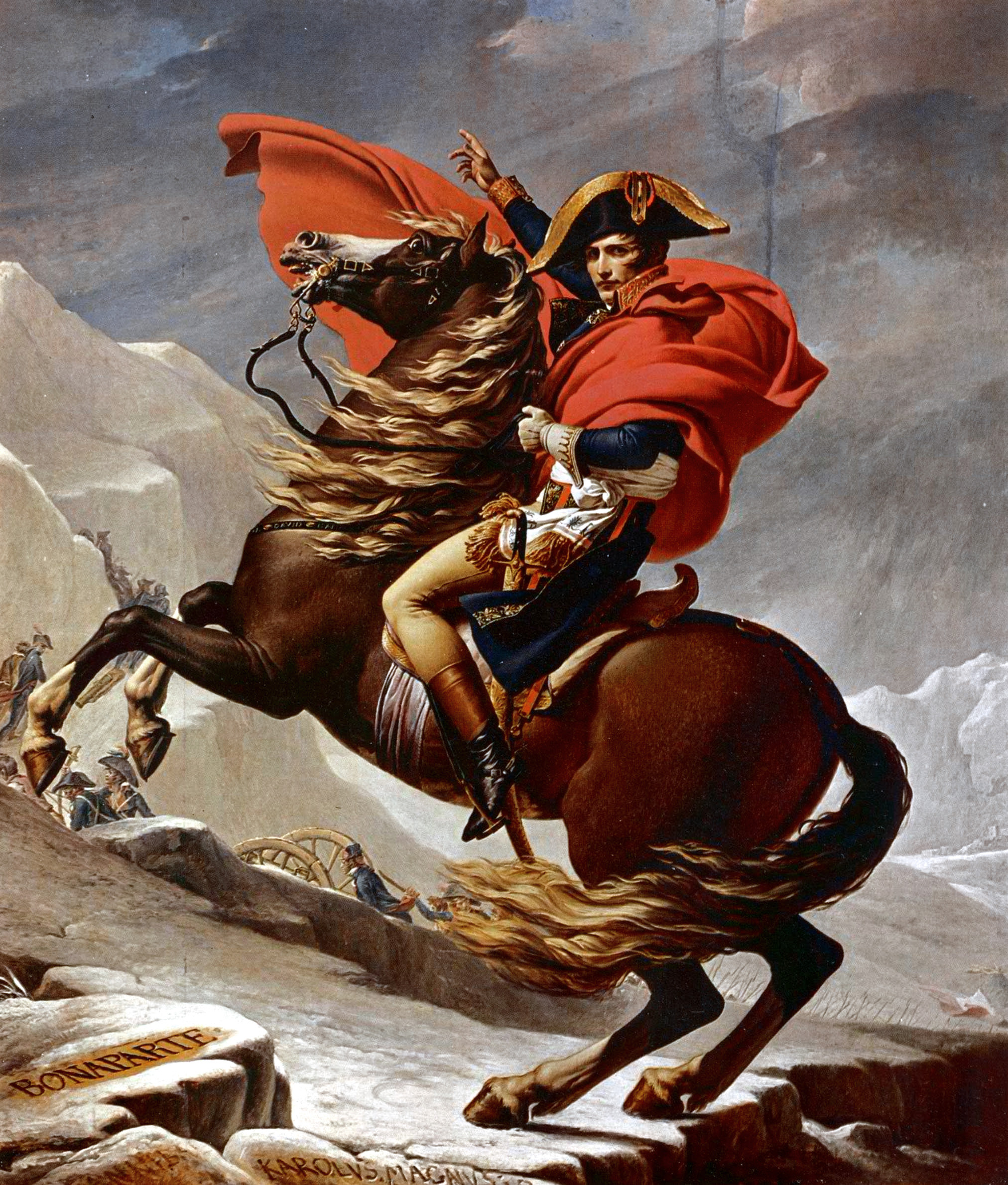
Versie in het slot Charlottenburg

Na de macht te hebben overgenomen in Frankrijk tijdens de Staatsgreep van 18 Brumaire op 9 november 1799, was Napoleon vastbesloten terug te keren naar Italië om de Franse troepen te versterken en het in beslag genomen gebied te heroveren. Hij leidde in het voorjaar van 1800 het reserveleger door de Grote Sint-Bernhardpas over de Alpen. De Oostenrijkse strijdkrachten, onder leiding van Michael von Melas, belegerden Masséna in Genua en Napoleon hoopte hun door over de Alpen te trekken te kunnen verrassen. 
Tegen de tijd dat de troepen van Napoleon arriveerden, was Genua gevallen, maar Napoleon ging door, in de hoop de Oostenrijkers aan te vallen voordat ze zich konden hergroeperen. Het reserveleger leverde op 9 juni een veldslag in Montebello voordat het uiteindelijk een beslissende overwinning behaalde in de Slag bij Marengo.
De installatie van Napoleon als eerste consul en de Franse overwinning in Italië voor een toenadering met Karel IV van Spanje. Terwijl er besprekingen gaande waren om de diplomatieke betrekkingen te herstellen, vond een traditionele uitwisseling van geschenken plaats. Karel ontving in Versailles vervaardigde pistolen, jurken van de beste Parijse naaisters, juwelen voor de koningin en een fraai pantser voor de pas herbenoemde premier Manuel de Godoy. In ruil daarvoor kreeg Napoleon zestien Spaanse paarden uit de koninklijke stallen aangeboden, portretten van de koning en koningin door Goya, en het portret dat bij David zou worden besteld. De Franse ambassadeur in Spanje, Charles-Jean-Marie Alquier, bestelde namens Karel het originele schilderij bij David. Het portret zou in het Koninklijk Paleis van Madrid hangen als teken van de nieuwe relatie tussen de twee landen. David, die een fervent aanhanger van de Franse Revolutie was geweest, maar nu het nieuwe Consulaat steunde, stond te popelen om de opdracht op te nemen.
Bij het vernemen van het verzoek, gaf Bonaparte David de opdracht nog drie versies te maken: een voor het Kasteel van Saint-Cloud, een voor de bibliotheek van het Hôtel des Invalides en een derde voor het paleis van de Cisalpijnse Republiek in Milaan. Een vijfde versie werd geproduceerd door David en bleef tot aan zijn dood in zijn verschillende ateliers.

### Geschiedenis van de vijf versies
Het originele schilderij bleef in Madrid tot 1812, toen het werd meegenomen door Jozef Bonaparte na zijn troonsafstand als koning van Spanje. Hij nam het mee toen hij in ballingschap ging in de Verenigde Staten, en het hing op zijn landgoed Point Breeze nabij Bordentown, New Jersey. Het schilderij werd doorgegeven via zijn nakomelingen tot 1949, toen zijn achter-achternicht, Eugenie Bonaparte, het naliet aan het museum van het Kasteel van Malmaison.
De versie uit 1801 die voor het Kasteel van Saint-Cloud werd gemaakt, werd in 1814 verwijderd door de Pruisische soldaten onder von Blücher, die het aanboden aan Frederik Willem III Koning van Pruisen. Het hangt tegenwoordig in het Slot Charlottenburg in Berlijn.
Het exemplaar uit 1802 van Les Invalides werd verwijderd en opgeslagen toen Frankrijk in 1814 weer een koninkrijk werd; maar in 1837, op bevel van Louis-Philippe, werd het opnieuw opgehangen in zijn pas opgerichte museum in het Kasteel van Versailles, waar het nog steeds is.
De versie uit 1803 werd afgeleverd aan Milaan, maar in 1816 door de Oostenrijkers geconfisqueerd. De inwoners van Milaan weigerden het op te geven en het bleef in de stad tot 1825. Het werd uiteindelijk geïnstalleerd in Slot Belvedere in Wenen in 1834. Het is er nog steeds, nu onderdeel van de collectie van de Österreichische Galerie Belvedere.
De versie die David tot zijn dood in 1825 bewaarde, was tentoongesteld op de Bazar Bonne-Nouvelle in 1846, waar het door Baudelaire werd opgemerkt. Het werd in 1850 door de dochter van David, Pauline Jeanin, aan Napoleon III aangeboden en in het Tuilerieënpaleis opgehangen en in 1979 doorgegeven aan het museum in het Paleis van Versailles.

## Schilderijen
De commissie specificeerde een portret van Napoleon in het uniform van de Eerste Consul, waarschijnlijk in de geest van de portretten die later werden gemaakt door Antoine-Jean Gros, Robert Lefèvre en Jean-Auguste-Dominique Ingres, maar David wilde Napoleon graag te paard schilderen. De Spaanse ambassadeur, Ignacio Muzquiz, lichtte Napoleon in en vroeg hem hoe hij wilde geschilderd worden. Napoleon verzocht eerst om te worden geschilderd terwijl hij de troepen inspecteerde, maar besloot toch tot een schilderij waarin hij de Alpen overstak.
Het leger was in werkelijkheid bij mooi weer over de Alpen getrokken en Bonaparte was er een paar dagen later door een gids overheen geleid, op een muilezel. Vanaf het begin was het schilderij echter in de eerste plaats propaganda, en Bonaparte vroeg David om hem 'kalm, gezeten op een vurig paard' te schilderen, Calme sur un cheval fougueux, en het is waarschijnlijk dat hij ook suggereerde de namen van andere grote generaals, die hun troepen over de Alpen hadden geleid, een plaats op het schilderij te geven: Hannibal en Karel de Grote.

### Productie

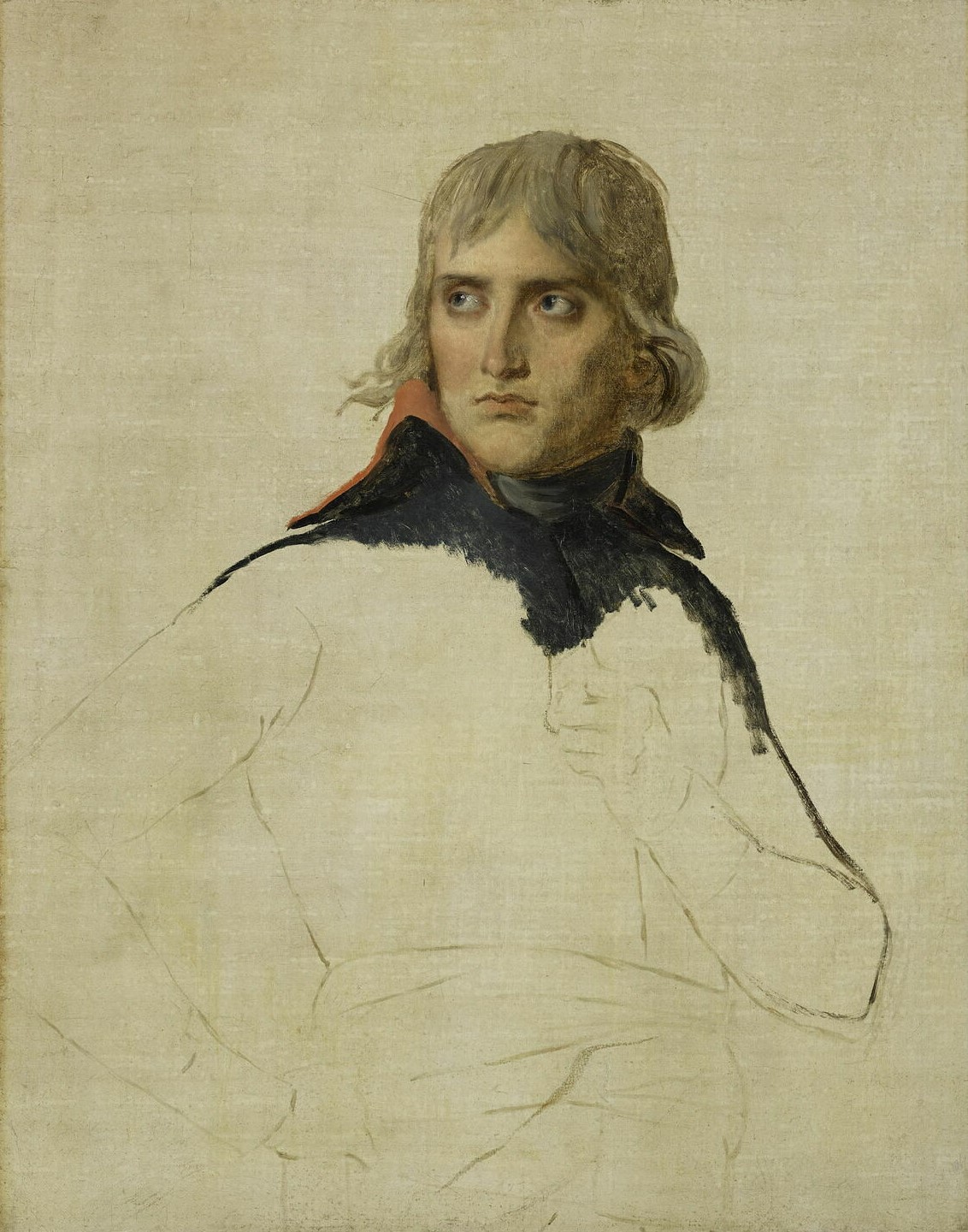
Davids onvoltooid portret van Napoleon uit 1798

Er werden maar weinig ontwerpen en voorbereidende studies gemaakt, in tegenstelling tot Davids normale praktijk. Gros, de leerling van David, maakte een kleine olieverfschets van een paard dat wordt beteugeld, wat waarschijnlijk een studie was voor Napoleons rijdier, en de notitieboekjes van David tonen enkele schetsen van diens eerste gedachten over de positie van de ruiter. Het gebrek aan vroege studies kan gedeeltelijk worden verklaard door de weigering van Bonaparte om voor het portret te poseren. Hij had in 1796 voor Gros gezeten op aandringen van Joséphine de Beauharnais, maar Gros had geklaagd dat hij niet genoeg tijd had gehad om de zitting van nut te laten zijn. David had hem ook overgehaald om in 1798 voor een portret te gaan zitten, maar de drie uur die de onrustige en ongeduldige Bonaparte hem had gegund, gaven hem niet voldoende tijd om een behoorlijke gelijkenis te produceren. Bij het aanvaarden van de opdracht voor de Alpenscène, lijkt het erop dat David verwachtte dat hij voor de studie zou zitten, maar Bonaparte weigerde ronduit, niet alleen omdat hij niet graag zat, maar ook omdat hij vond dat het schilderij een voorstelling moest zijn van zijn karakter in plaats van zijn fysieke verschijning:

- Zitten? Waarom? Denk je dat de groten uit de oudheid van wie we beelden hebben daarvoor hebben geposeerd? 

- Maar eerste burgerconsul, ik schilder u voor uw eeuw, want de mannen die u hebben gezien, die u kennen, zullen een gelijkenis willen vinden. 

- Een gelijkenis? Het is niet de juistheid van de gelaatstrekken, een wrat op de neus die de gelijkenis geeft. Het is het personage dat dicteert wat er moet worden geschilderd... Niemand weet of de portretten van de grote mannen op hen lijken, het is genoeg dat hun genialiteit daar woont.

De weigering om te poseren betekende een breuk in de portretkunst van Napoleon in het algemeen, waarbij realisme werd verlaten voor politiek iconografie: na dit punt worden de portretten emblematisch en leggen ze eerder een ideaal vast dan een fysieke gelijkenis.
Omdat hij Napoleon niet kon overtuigen om voor het schilderij te gaan zitten, nam David een buste als uitgangspunt voor zijn gelaatstrekken en liet zijn zoon op een ladder zitten als model voor de houding. Het uniform is nauwkeuriger, aangezien David het uniform en de bicorne gedragen door Bonaparte bij Marengo kon lenen. Twee van Napoleons paarden werden gebruikt als model voor het "vurige ros": de merrie "la Belle" die voorkomt in de versie die in Charlottenburg wordt gehouden, en de beroemde grijze Marengo die voorkomt in de versies in Versailles en Wenen. Houtsnijwerken uit Voyage pittoresque de la Suisse  dienden als model voor het landschap.
De eerste van de vijf portretten werd in vier maanden tijd geschilderd, van oktober 1800 tot januari 1801. Na voltooiing van de eerste versie begon David onmiddellijk aan de tweede versie, die klaar was op 25 mei, de datum van Bonapartes inspectie van de portretten op Davids Louvre-werkplaats.
Twee van Davids leerlingen hielpen hem bij het maken van de verschillende versies: Jérôme-Martin Langlois werkte voornamelijk aan de eerste twee portretten en George Rouget produceerde de kopie voor Les Invalides.

### Techniek
In tegenstelling tot zijn voorgangers François Boucher en Jean-Honoré Fragonard, die een rode of grijze onderlaag gebruikten als basiskleur om het schilderij op te bouwen, gebruikte David de witte achtergrond van het canvas direct onder zijn kleuren, zoals sommige van zijn onvoltooide werken laten zien, zoals zijn eerste poging tot een portret van Bonaparte.
David werkte met twee of drie lagen. Nadat hij de basisomtrek had vastgelegd met een oker tekening, werkte hij het schilderij uit met lichte aanrakingen, met een penseel met weinig verf, en concentreerde hij zich op de blokken licht en schaduw in plaats van op de details. De resultaten van deze techniek zijn vooral merkbaar in de originele versie van Napoleon steekt de Alpen over  uit Malmaison, vooral bij de behandeling van de romp van het paard. Met de tweede laag concentreerde David zich op het invullen van de details en het corrigeren van mogelijke defecten.
De derde en laatste laag werd gebruikt voor de finishing touch: het mengen van tonen en het egaliseren van het oppervlak. David liet deze taak vaak over aan zijn assistenten.

### Detail

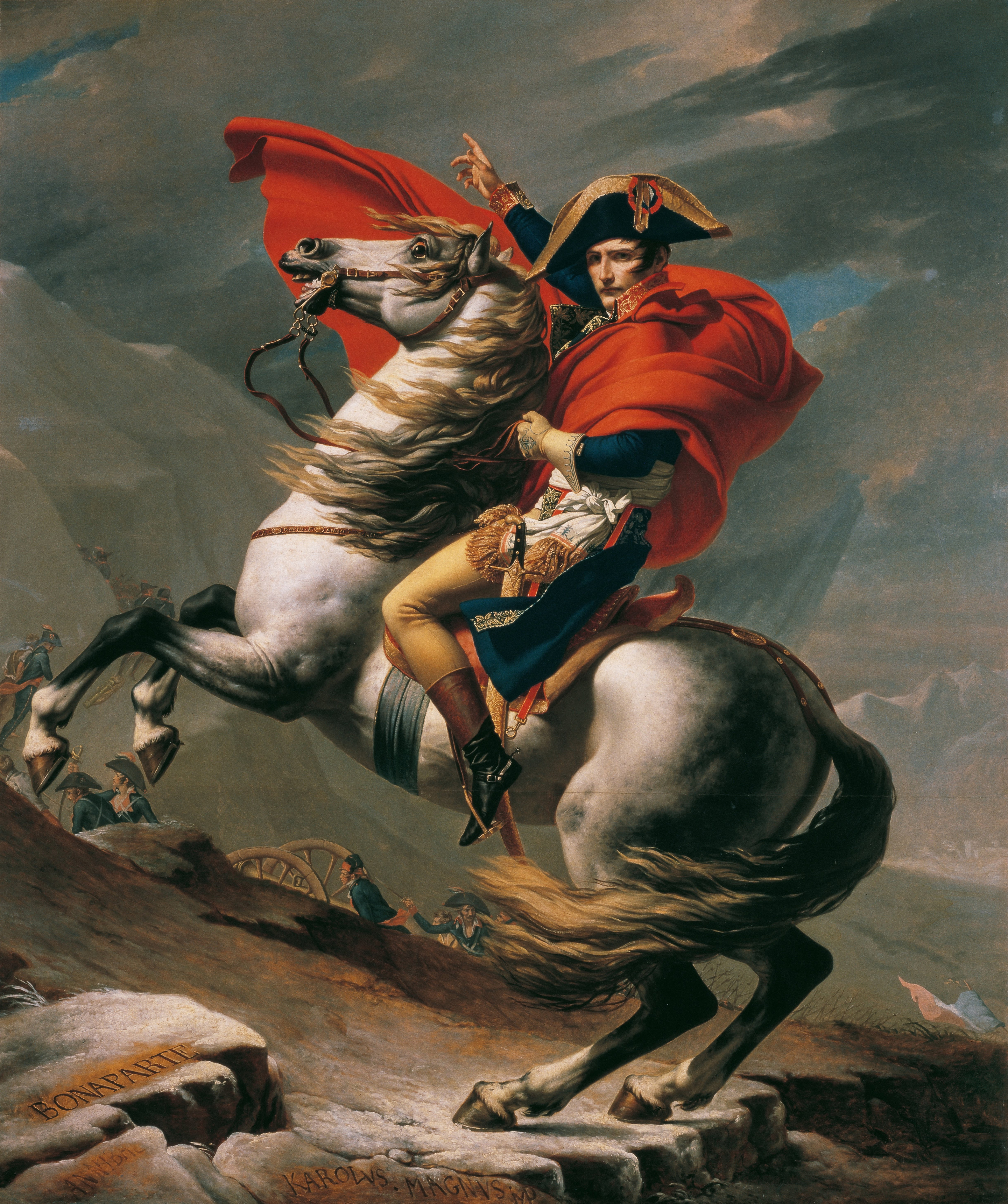
Slot Belvedere

Alle vijf versies van het schilderij zijn ongeveer even groot (2,6 x 2,2 m). Bonaparte verschijnt te paard in het uniform van een opperbevelhebber, met een gouden bicorne en gewapend met een  sabel in de Mamluk-stijl. Hij is gehuld in de plooien van een grote mantel die golft in de wind. Zijn hoofd is naar de toeschouwer gedraaid en hij gebaart met zijn rechterhand naar de bergtop. Zijn linkerhand houdt de teugels van zijn paard vast. Het paard steunt op zijn achterpoten, zijn manen en staart worden tegen zijn lichaam geslagen door dezelfde wind die de mantel van Napoleon doet wapperen. Op de achtergrond baant een rij soldaten afgewisseld met artillerie de berg op. Donkere wolken hangen boven de foto en voor Bonaparte stijgen de bergen scherp op. Op de voorgrond zijn Bonaparte, Hannibal en Karolus Magnus Imp in hoofdletters op de rotsen gegraveerd. Op het juk van het paard is de afbeelding gesigneerd en gedateerd.

### Verschillen tussen de vijf schilderijen

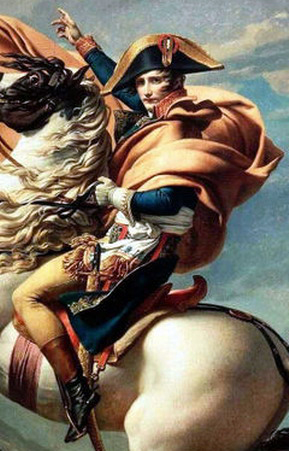
Detail van Napoleon in een gouden mantel

In de originele versie die in Malmaison werd bewaard (260 × 221 cm), heeft Bonaparte een oranje mantel, de crispin (manchet) van zijn handschoen is geborduurd, het paard is zwart en wit en het tuig is compleet en heeft een lopende teugel. De singel rond de buik van het paard is donker vervaagd rood. De officier met een sabel op de achtergrond wordt verduisterd door de staart van het paard. Napoleons gezicht ziet er jeugdig uit. Het schilderij is gesigneerd in het juk van de borstplaat: L. DAVID YEAR IX.
De Charlottenburg-versie (260 × 226 cm) toont Napoleon in een rode mantel gemonteerd op een kastanjebruin paard. Het tuig is eenvoudiger, mist de teugel en de singel is grijsblauw. Er zijn sporen van sneeuw op de grond. Napoleons gelaatstrekken zijn verzonken met een vage glimlach. De foto is gesigneerd L.DAVID YEAR IX.
In de eerste versie van Versailles (272 × 232 cm) is het paard gevlekt grijs, het tuig is identiek aan dat van de Charlottenburg-versie, en de singel is blauw. Het borduren van de handschoen is vereenvoudigd met de voorkant van de mouw zichtbaar onder de handschoen. Het landschap is donkerder en de uitdrukking van Napoleon is strenger. De foto is niet gesigneerd.
De versie van de Belvedère (264 × 232 cm) is bijna identiek aan die van Versailles maar is gesigneerd J.L.DAVID L.ANNO X.
De tweede versie van Versailles (267 × 230 cm) toont een zwart-wit paard met volledig tuig maar zonder teugel. De singel is rood. De mantel is oranjerood, de kraag is zwart en het borduurwerk van de handschoen is heel eenvoudig en bijna onmerkbaar. De sjaal rond de taille van Napoleon is lichtblauw. De officier met de sabel wordt weer gemaskeerd door de staart van het paard. Napoleons gelaatstrekken zijn ouder, hij heeft korter haar, en - net als in de Charlottenburg-versie - is er een vaag spoor van een glimlach. Het borduurwerk en de stijl van de bicorne suggereren dat de foto na 1804 is voltooid. De foto is niet gedateerd maar is gesigneerd L.DAVID.

## Invloed
Nadat Napoleon aan de macht kwam en na zijn de overwinning bij Marengo, kwamen allegorische portretten van Bonaparte, die de nieuwe meester van Frankrijk verheerlijkten, in de mode zoals Antoine-François Callets Allegorie van de slag bij Marengo, met Bonaparte gekleed in Romeins kostuum en geflankeerd door gevleugelde symbolen van de overwinning, en Pierre-Paul Prud'hons Triomf van Bonaparte, met de eerste consul in een strijdwagen vergezeld van gevleugelde figuren. David koos voor symboliek in plaats van allegorie. Zijn figuur van Bonaparte is heroïsch en geïdealiseerd maar mist de concrete symbolen van de allegorische schilderkunst.

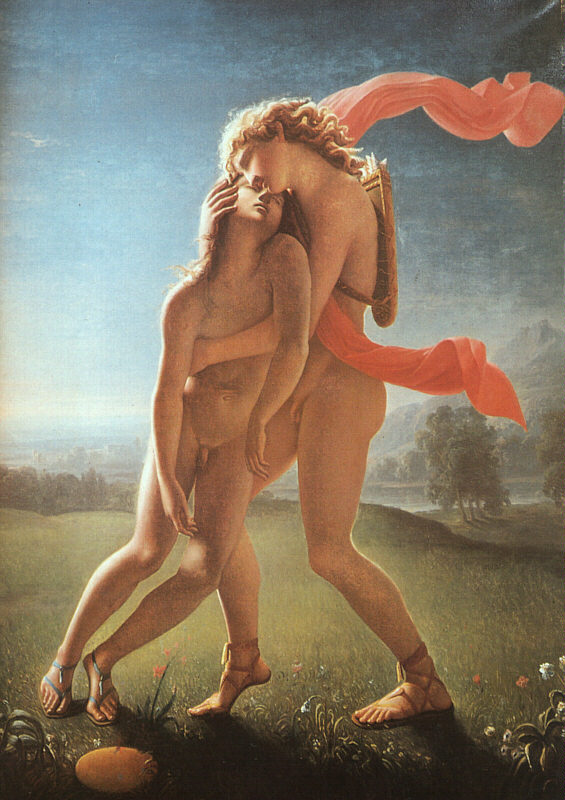
De dood van Hyakinthos
Jean Broc, 1801

Trouw aan zijn verlangen naar een "terugkeer naar het zuivere Grieks", retour vers le grec pur, paste David het radicale neoclassicisme dat hij had gedemonstreerd in zijn Sabijnse maagdenroof (1799), toe op het portret van Bonaparte, met als enige concessie het gebruik van eigentijdse kostuums. Het paard uit de eerste versie is qua houding en kleur bijna identiek aan het paard uit de mêlée van De Sabijnse maagdenroof.

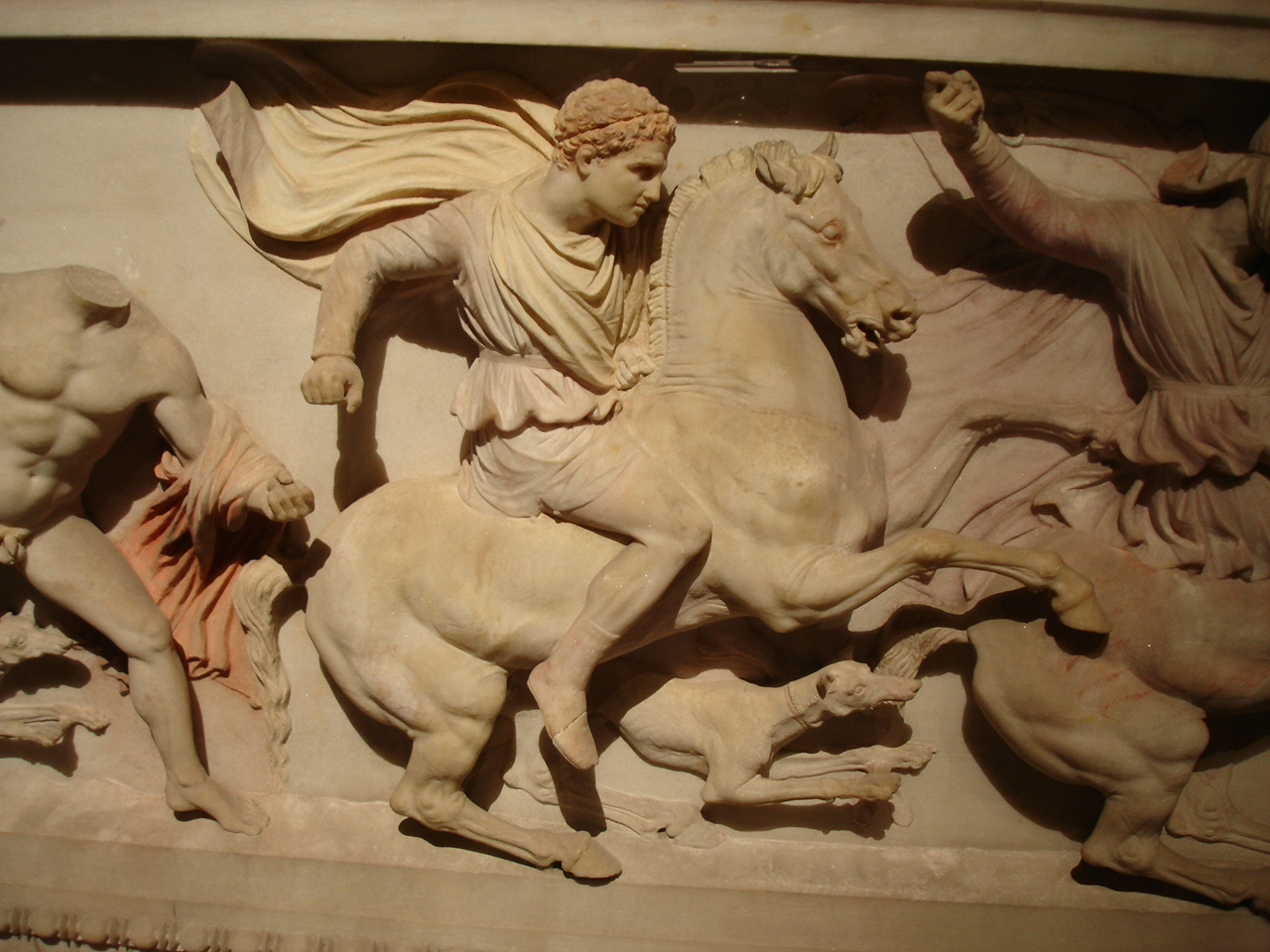
Reliëf op de sarcofaag van Alexander de Grote

De jeugdige figuur van Bonaparte in het oorspronkelijke schilderij weerspiegelt de esthetiek van het 'mooie ideaal' gesymboliseerd door de Apollo van Belvedère en tot een hoogtepunt gebracht in De dood van Hyakinthos door Jean Broc, een van Davids leerlingen. De figuur van de mooie jongeman die David al had geschilderd in La Mort du jeune Bara is ook aanwezig in De Sabijnse maagdenroof. De jeugdige houding van de zoon van David, gedwongen om voor de kunstenaar te poseren door de weigering van Bonaparte, blijkt duidelijk uit de houding van de Napoleon die op het schilderij wordt afgebeeld; met zijn benen gevouwen als een Grieks ruiter, doet de jeugdige figuur denken aan de jonge Alexander de Grote gezeten op Bucephalus zoals te zien op zijn sarcofaag, nu in het archeologisch museum van Istanboel.
Voor het paard neemt David als uitgangspunt het ruiterstandbeeld van Peter de Grote, "De bronzen ruiter" door Étienne-Maurice Falconet in Sint-Petersburg, dat de rustige besturing van een steigerend paard op rotsachtige grond nabootst. Er zijn ook hints van Titus in De vernietiging van de tempel van Jeruzalem van Nicolas Poussin, een schilder die Davids werk sterk beïnvloedde. De paarden van de Griekse beeldhouwwerken die vaak in Davids notitieboekjes voorkomen, verwijzen naar de bas-reliëfs van het Parthenon als inspiratiebron.

## Beoordeling

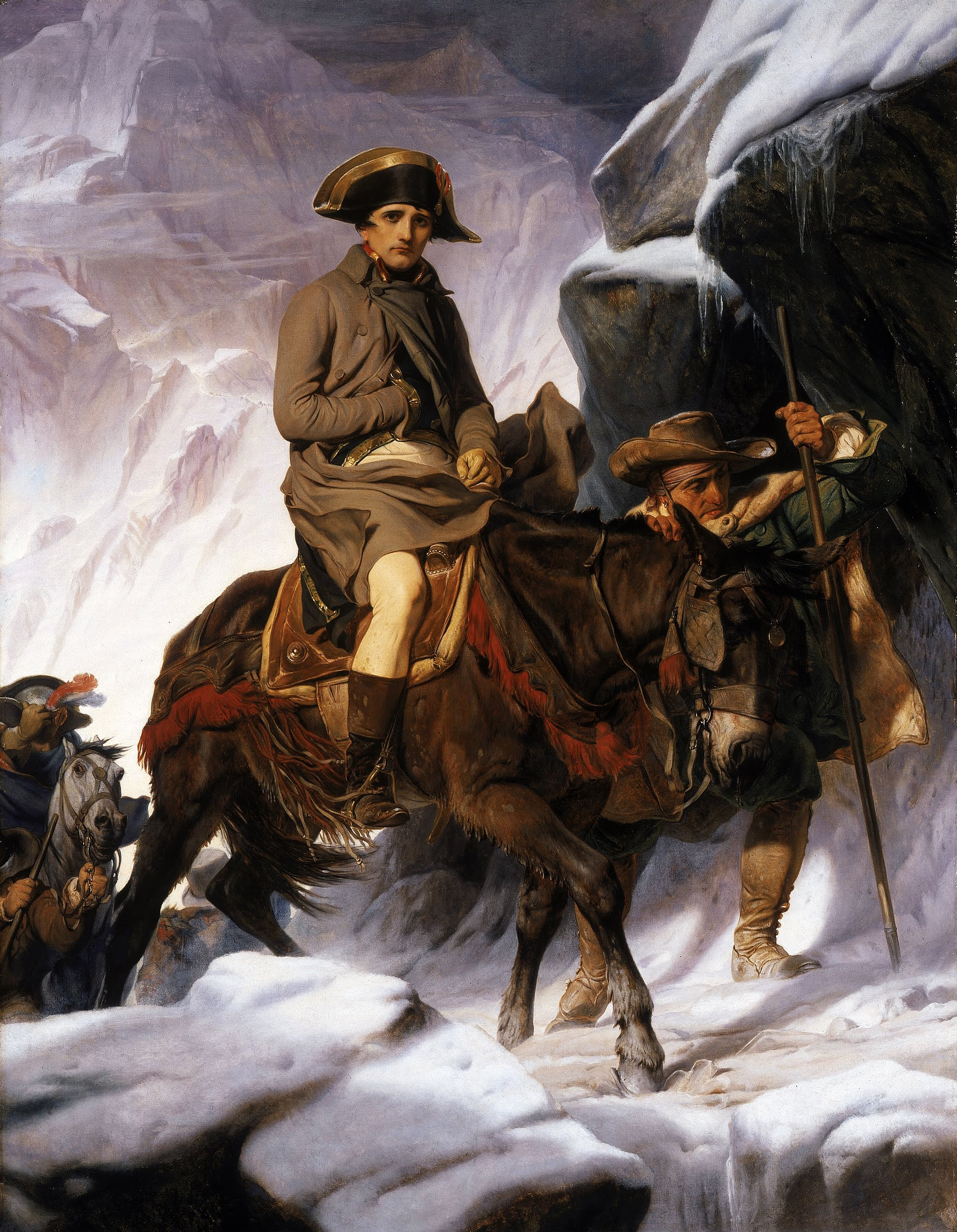
Bonaparte steekt de Alpen over, Paul Delaroche, 1850

De eerste twee exemplaren werden in juni 1801 tentoongesteld in het Louvre naast The Intervention of the Sabine Women , en hoewel er in de pers verontwaardiging was over de aankoop, werd het schilderij hierdoor al snel bekend. Van de talrijke reproducties die werden gemaakt, verscheen het beeld overal, van posters tot postzegels. Het werd al snel het meest gereproduceerde beeld van Napoleon.
Met dit werk bracht David het genre van de paardensportportretten tot een hoogtepunt. Geen enkel ander ruiterportret dat onder Napoleon werd gemaakt, werd zo bekend, met misschien de uitzondering van Théodore Géricaults Jager van de Garde uit 1812.
Met Bonapartes ballingschap in 1815 raakten de portretten uit de mode, maar tegen het einde van de jaren 1830 werden ze opnieuw opgehangen in de kunstgalerijen en musea.

### Delaroche
Arthur George Onslow, 3de Graaf van Onslow, die een grote Napoleontische collectie had, bezocht het Louvre met Paul Delaroche in 1848 en gaf commentaar op de ongeloofwaardigheid en theatraliteit van Davids schilderen. Hij gaf Delaroche de opdracht een nauwkeuriger versie te maken met Napoleon op een muilezel; het uiteindelijke schilderij, Bonaparte steekt de Alpen over, werd in 1850 voltooid. Hoewel Delaroche' schilderij realistischer is dan de symbolische heroïsche voorstelling van David, was het niet bedoeld om vernederend te zijn - Delaroche bewonderde Bonaparte en dacht dat zijn verwezenlijkingen niet werden verminderd door ze realistisch weer te geven.

### The Black Brunswicker
John Everett Millais gebruikte het beeld ook om Davids theatrale retoriek te contrasteren met een naturalistisch scenario in zijn schilderij The Black Brunswicker, waarin een afdruk van het schilderij aan de muur hangt van een kamer waarin een van de Brunswickers die vochten in de Slag bij Quatre-Bras afscheid van zijn geliefde neemt om zich bij de strijd tegen Napoleon aan te sluiten.

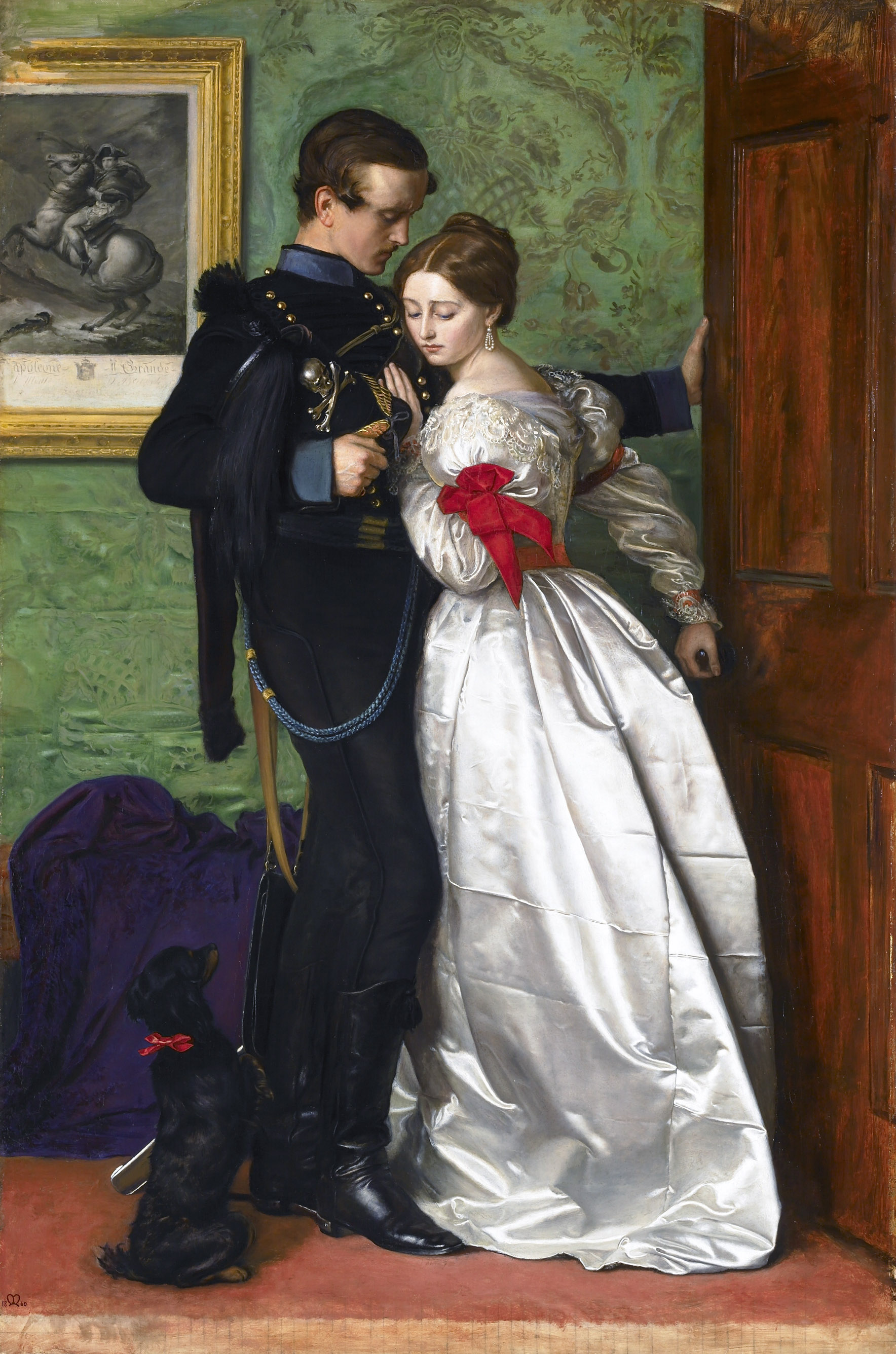
The Black Brunswicker, 1860

## Verwijzingen
- (fr)  Dominique-Vivant Denon, Vivant Denon, Directeur des musées sous le Consulat et l'Empire, Correspondance, 2 vol., Réunion des Musées nationaux, Parijs, 1999
- (fr)  Antoine Schnapper, samensteller van de tentoonstelling,  David 1748–1825 catalog de l'exposition Louvre-Versailles , Réunion des Musées nationaux, Parijs, 1989 ISBN  2- 7118-2326-1
- (fr)  Daniel en Guy Wildenstein,  Document complémentaires au catalog de l'œuvre de Louis David , Fondation Wildenstein, Parijs, 1973.

## Websites
- (en)  David, Napoleon Crossing the Alps op khanacademy.org

Belisarius vraagt om een aalmoes (1780) · Portret van dokter Alphonse Leroy (ca. 1783) · De eed van de Horatii (1784) · De dood van Socrates (1787) · De lictoren brengen Brutus de lichamen van zijn zonen (1789) · De dood van Marat (1793) · De Sabijnse vrouwen (1799) · Portret van Henriette de Verninac (1799) · Portret van Madame Récamier (1800) · Napoleon steekt de Alpen over (1801-1805) · Portret van Pius VII (1805) · De kroning van Napoleon (1806-07) · De verdeling van de adelaars (1810) · Portret van graaf Antoine Français de Nantes (1811) · Keizer Napoleon in zijn studeerkamer in de Tuilerieën (1812) · Apelles schildert Campaspe in aanwezigheid van Alexander de Grote (ca. 1812) · Mars ontwapend door Venus (1824)